# خانمان خانه واقعی آتلانتا
خانمان خانه واقعی آتلانتا (انگلیسی: The Real Housewives of Atlanta) یک مجموعه تلویزیونی واقع‌نما آمریکایی است که آغاز پخش آن ۷ اکتبر ۲۰۰۸ از شبکه براوو بوده‌است و به عنوان سومین سری از مجموعه خانمان خانه واقعی ساخته شده و تا کنون دوازده فصل از آن پخش شده‌است. این برنامه، زندگی شخصی و حرفه‌ای چندین زن ساکن آتلانتا، جورجیا را به تصویر می‌کشد.